# Bohdana Anissowa
Bohdana Andrijiwna Anissowa (ukrainisch Богдана Андріївна Анісова, wiss. Transliteration Bohdana Andriïvna Anisova; * 16. März 1992 in Poltawa) ist eine ukrainische Volleyballspielerin.

## Karriere
Anissowa spielte zunächst in ihrer Heimat bei Sjewjerodontschanka Sjewjerodonezk, mit dem sie 2009 das nationale Double gewann. In dieser Zeit hatte sie auch internationale Einsätze im Europapokal und mit der Nachwuchs-Nationalmannschaft bei Europa- und Weltmeisterschaften. 2012 wechselte die Außenangreiferin zum aserbaidschanischen Verein Telekom Baku und zwei Jahre später nach Rumänien zu Dinamo Bukarest. In der Saison 2015/16 spielte Anisowa in Kasachstan beim VC Almaty. Danach wechselte Anissowa für eine Saison zum deutschen Bundesligisten USC Münster. Nach einer Saison auf den Philippinen bei den Sta. Lucia Lady Realtors spielt Anisowa seit 2018 in Belarus bei Mintschanka Minsk.